# Wiradesa (ort i Indonesien)
Wiradesa är en ort i Indonesien.   Den ligger i provinsen Jawa Tengah, i den västra delen av landet, 300 km öster om huvudstaden Jakarta. Wiradesa ligger 10 meter över havet och antalet invånare är 39 407.
Terrängen runt Wiradesa är mycket platt. Runt Wiradesa är det mycket tätbefolkat, med 4 188 invånare per kvadratkilometer. Närmaste större samhälle är Pekalongan, 6,2 km öster om Wiradesa. Omgivningarna runt Wiradesa är en mosaik av jordbruksmark och naturlig växtlighet.